# Zemské volby v Dolním Sasku 2017

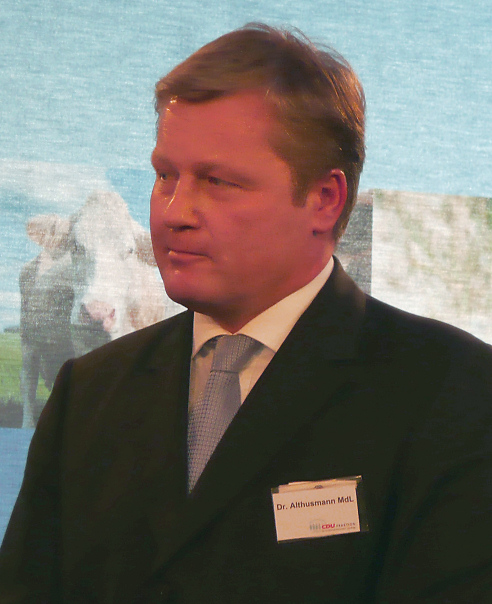
Bernd Althusmann, neúspěšný volební kandidát CDU

Zemské volby v Dolním Sasku v roce 2017 (německy Landtagswahl in Niedersachsen 2017) se konaly dne 15. října 2017, tj. necelých pět let po zemských volbách v roce 2013. Jednalo se o volby mírně předčasné, neboť volby řádné byly původně naplánované až na leden roku 2018. Volilo se 137 zákonodárců dolnosaského zemského sněmu sídlícího v Hannoveru.
Vítězem zemských voleb se stala sociálnědemokratická strana Německa (SPD), jež porazila Křesťanskodemokratickou unii (CDU) vládnoucí kancléřky Angely Merkelové o cca 3 % hlasů.

## Situace před volbami
Ve volbách v roce 2013 vyhrála Křesťanskodemokratická unie (CDU, 36 %, 54 mandátů) před Sociálnědemokratickou stranou Německa (SPD, 32,6 %, 49 mandátů) a kromě nich získaly mandát už jen dvě strany: Výrazně si polepšil Svaz 90/Zelení (13,7 %, 20 mandátů) a mírně získala i Svobodná demokratická strana (FDP, 9,9 %, 14 mandátů). Levice s 3,1 % nepřekročila uzavírací klauzuli.
Přestože CDU volby vyhrála, oproti minulým volbách ztratila ve prospěch především Zelených a koaliční vláda Davida McAllistera (CDU+FDP) tak ztratila většinu v parlamentu. Místo ní nastoupila v února vláda Stephana Weila, koaliční vláda SPD a Zelených vládnoucí těsnou většinou jednoho mandátu.
V srpnu 2017 se poslankyně Zelených Elke Twestenová rozhodla stranu opustit a vstoupit do CDU, čímž zemská vláda pod vedením ministerského předsedy Stephana Weila (SPD) ztratila těsnou většinu, a proto bylo rozhodnuto o uspořádání předčasných voleb už na podzim roku 2017.

## Volební výsledky
Zemské volby vyhráli se ziskem 36, 9 % sociální demokraté. Druhá Křesťanskodemokratická unie (CDU) za ní zaostala o pouhé 3, 3 % (tj. 33, 6 %) odevzdaných hlasů. Na třetím místě se umístili Zelení, kteří ve volbách obdrželi 8, 7 % hlasů. Na místo čtvrté dosáhli se ziskem 7, 5 % také Svobodní (FDP), následovaní pátou Alternativou pro Německo (AfD), jež oslovila 6, 2 % tamějšího elektorátu. Německá strana Levice (Die Linke) uzavírací klauzuli s pouhými 4, 6 % odevzdaných hlasů nepřekročila.